# Попружна
Попру́жна (укр. Попружна) — село, входит в Ставищенский район Киевской области Украины.
Население по переписи 2001 года составляло 587 человек. Почтовый индекс — 09435. Телефонный код — 4564. Занимает площадь 2,48 км². Код КОАТУУ — 3224284801.

## Местный совет
09435, Київська обл., Ставищенський р-н, с. Попружна